# Rilipertus vaginator
Rilipertus vaginator är en stekelart som först beskrevs av Wesmael 1835.  Rilipertus vaginator ingår i släktet Rilipertus och familjen bracksteklar. Inga underarter finns listade i Catalogue of Life.